# Exxon Valdez
Exxon Valdez bylo původní jméno tankeru americké ropné společnosti Exxon Mobil podle aljašského přístavu Valdez, pod kterým loď v roce 1989 ztroskotala a způsobila tak velkou ekologickou katastrofu, když z ní do oceánu uniklo 10,9 milionů galonů ropy (asi 41 milionů litrů), což vytvořilo ropnou skvrnu, která následně zasáhla pobřeží. Později byla loď opravena a nesla jména Exxon Mediterranean, SeaRiver Mediterranean, S/R Mediterranean a Mediterranean. Do roku 2012 se plavila pod jménem Dong Fang Ocean a převážela železnou rudu. V roce 2012 prodána k sešrotování.

## Havárie

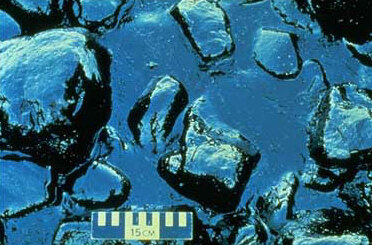
Kameny znečištěné ropou po havárii tankeru

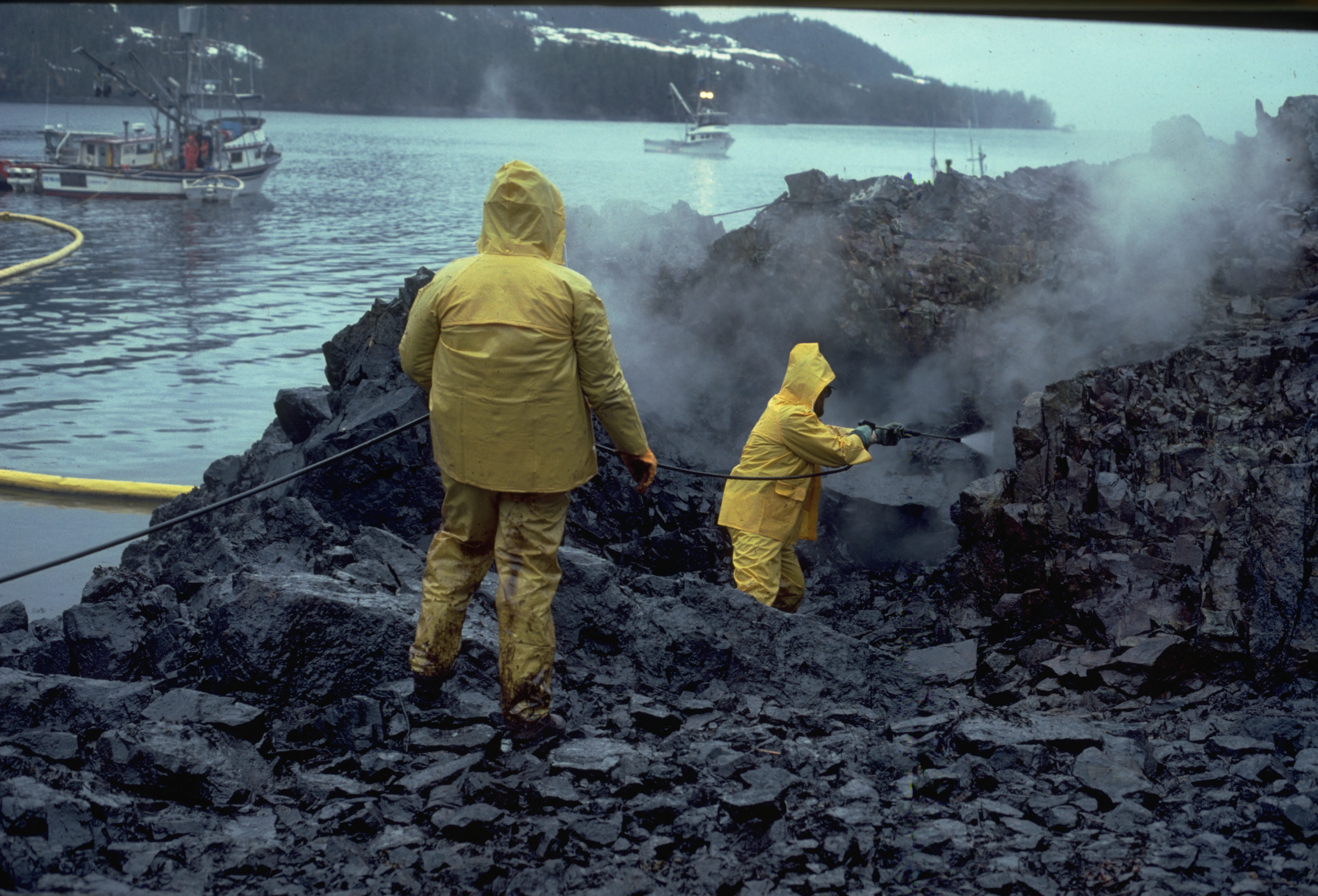
Čištění pobřeží zamořeného ropou po havárii

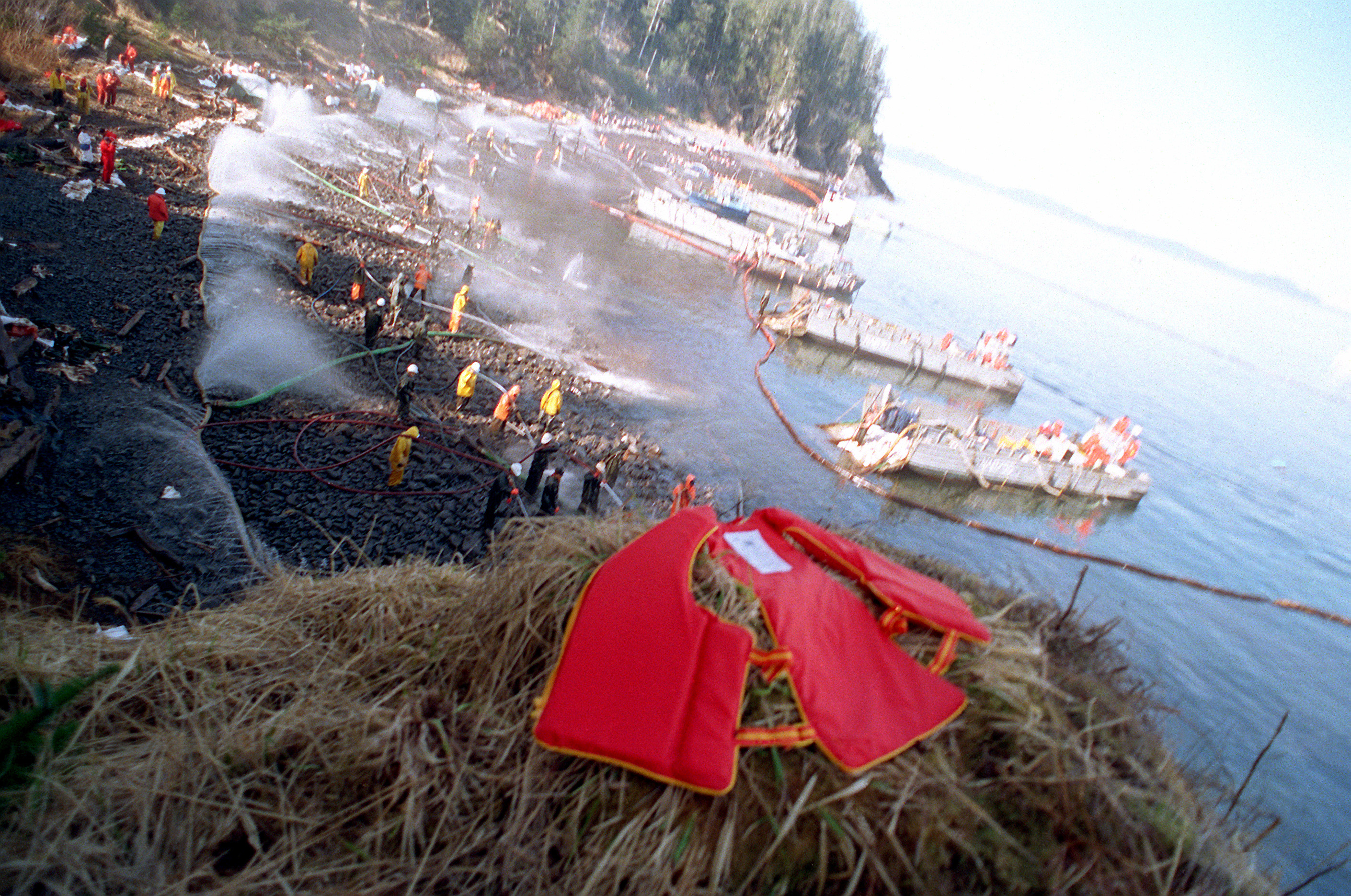
Na likvidaci následků havárie se podílelo i americké námořnictvo

Exxon Valdez ztroskotal 24. března 1989 okolo 00:04 na pobřeží Aljašky v zálivu prince Williama s plným nákladem ropy. Při katastrofě uniklo do moře přes 40 tisíc tun ropy. Tato událost byla jednou z největších ekologických katastrof zaviněných člověkem na světě.
Podle odhadů měla nehoda za následek smrt 250 000 mořských ptáků, 2800 mořských vyder, 300 tuleňů, 250 orlů, asi 22 kosatek a miliardy jiker lososů a herinků. Ropa také znečistila celé pobřeží a zapříčinila zničení většiny planktonu v oblasti.
Likvidace následků se účastnilo více než 11 tisíc lidí. Stála asi 2 miliardy dolarů. Havárie také způsobila ekonomický kolaps nedalekého na rybolovu závislého města Cordova.

## Další osud
Po nehodě byl poškozený tanker odtažen v červnu 1989 do San Diega (zde byl také postaven). Muselo být opraveno nebo vyměněno 1600 tun ocelových plátů a cena opravy se vyšplhala na 30 miliónů dolarů. Po opravě trvající deset měsíců byl kvůli nežádoucí publicitě přejmenován na Exxon Mediterranean a později na SeaRiver Mediterranean a plul v oblasti Evropy a středního a dálného východu, pod vlajkou Marshallových ostrovů. V roce 2008 byl prodán hongkongské společnosti Hong Kong Bloom Shipping, přejmenován na Dong Fang Ocean, převeden pod panamskou vlajku a přestavěn pro přepravu železné rudy.
V dubnu roku 2011 byla loď přejmenována na Oriental Nicety. V roce 2012 poté prodána k sešrotování.

## Spory o odškodné
Kapitán Joseph Hazelwood byl v roce 1991 shledán vinným ze zavinění nehody z nedbalosti; nepodařilo se prokázat podezření, že by během plavby pil alkohol. Odsouzen byl k pokutě 50 000 dolarů a k 1000 hodinám veřejně prospěšných prací.
Žalobu na odškodnění proti společnosti Exxon podalo společně 38 tisíc obyvatel znečištěné oblasti a podnikatelů postižených havárií. Porota v roce 1994 rozhodla o odškodnění ve výši 287 milionů dolarů a sankčním odškodnění ve výši 5 miliard dolarů. Společnost Exxon nesouhlasila s výší sankčního odškodnění a podávala opakovaně různé opravné prostředky. V roce 1996 padlo pravomocné rozhodnutí obsahující částku 2,5 miliard dolarů. Nakonec v červnu 2009 odvolací soud v San Francisku potvrdil verdikt jiného soudu z června 2008 a odsoudil společnost Exxon k zaplacení 507,5 milionu dolarů (cca 9,8 miliardy Kč). Soud také stanovil, že postižení mají právo požadovat z odškodného o úrok 5,9 % ročně od pravomocného rozhodnutí z roku 1996.

## Zajímavost
Ve filmu Vodní svět byl ztroskotaný tanker Exxon Valdez základnou „čmoudů“, v kanceláři jejich velitele Deacona (Dennis Hopper) visí fotografie Josepha Hazelwooda, vzývaného jako „Svatý Joe“.